# Hermann Schultz (Landrat, 1878)
Hermann Schultz (* 13. März 1878 in Eickel; † 2. Juni 1953 in Osnabrück) war ein deutscher Verwaltungsjurist, Landrat des Kreis Tecklenburg von 1921 bis 1935 und zuletzt Regierungsvizepräsident in Osnabrück.

## Leben
Hermann Schultz besuchte das Gymnasium Petrinum in Recklinghausen und legte dort im Februar 1897 das Abitur ab. Anschließend leistete er seinen Militärdienst als Einjährig-Freiwilliger. An den Universitäten Tübingen, Kiel und Marburg studierte er Rechtswissenschaften und wurde am 20. April 1901 beim Oberlandesgericht Hamm Gerichtsreferendar. 1898 wurde er Mitglied des Corps Rhenania Tübingen. Im April 1905 zum Gerichtsassessor ernannt, betätigte er sich als Hilfsrichter beim Amtsgericht Soest. Am 2. April 1906 wechselte er zur Generalkommission Münster und wurde im Jahr darauf als Regierungsassessor mit der einstweiligen Verwaltung der Spezialkommission Soest beauftragt. Vom 16. März 1911 bis 15. Januar 1919 war Schultz als Justitiar bei der Kanalbaudirektion Essen beschäftigt. Er leistete Kriegsdienst während des Ersten Weltkrieges und war Hauptmann der Reserve.
Nach dem Kriege kam er zur Bezirksregierung Münster und wurde am 1. Juni 1921 mit der Verwaltung des Landratsamtes Tecklenburg beauftragt und am 30. September 1921 definitiv als Landrat im Kreis Tecklenburg eingesetzt. In diesem Amt blieb er bis zum 30. Juni 1935. Danach leitete er als Regierungsdirektor die Abteilung Landwirtschaft bei der Bezirksregierung Osnabrück. Im Sommer 1940 wurde Schultz ständiger Vertreter des am 2. Juli 1940 in die Niederlande abgeordneten Regierungsvizepräsidenten Karl Stüler. Er trat am 1. Dezember 1941 in die NSDAP ein und war nach Beurteilung durch die Gestapo von März 1942 „bemüht, den Belangen des Staates und Volkes gerecht zu werden und auf erträgliche Zusammenarbeit mit der Partei bedacht“. Am 1. Dezember 1942 zum Regierungsvizepräsidenten Osnabrück ernannt, wurde er von Frühjahr bis Oktober 1945 zeitweise mit der Führung der Geschäfte der Regierung in Osnabrück beauftragt („amtierender“ Regierungspräsident). Am 1. Februar 1946 ging Schultz als Regierungsvizepräsident in den Ruhestand.